# 4563 Кахнія
4563 Кахнія (4563 Kahnia) — астероїд головного поясу, відкритий 17 липня 1980 року.
Тіссеранів параметр щодо Юпітера — 3,603.